# San Marino az 1992. évi nyári olimpiai játékokon
San Marino a spanyolországi Barcelonában megrendezett 1992. évi nyári olimpiai játékok egyik részt vevő nemzete volt. Az országot az olimpián 7 sportágban 17 sportoló képviselte, akik érmet nem szereztek.

## Atlétika
Férfi
| Versenyző                                               | Versenyszám     | Előfutam | Előfutam | Előfutam | Negyeddöntő | Negyeddöntő | Negyeddöntő | Elődöntő | Elődöntő | Elődöntő | Döntő   | Döntő    |
| Versenyző                                               | Versenyszám     | Idő      | Hely.    | Össz.    | Idő         | Hely.       | Össz.       | Idő      | Hely.    | Össz.    | Idő     | Helyezés |
| ------------------------------------------------------- | --------------- | -------- | -------- | -------- | ----------- | ----------- | ----------- | -------- | -------- | -------- | ------- | -------- |
| Dominique Canti                                         | 100 m           | 11,14    | 6.       | 67.*     | kiesett     | kiesett     | kiesett     | kiesett  | kiesett  | kiesett  | kiesett | kiesett  |
| Aldo Canti                                              | 200 m           | 21,69    | 5.       | 49.      | kiesett     | kiesett     | kiesett     | kiesett  | kiesett  | kiesett  | kiesett | kiesett  |
| Gian Luigi Macina                                       | Maraton         |          |          |          |             |             |             |          |          |          | 2:30:45 | 66.      |
| Nicola Selva Manlio Molinari Dominique Canti Aldo Canti | 4 × 100 m váltó | 42,08    | 4.       | 21.      |             |             |             | kiesett  | kiesett  | kiesett  | kiesett | kiesett  |

* - egy másik versenyzővel azonos időt ért el

## Cselgáncs
Férfi
| Versenyző        | Versenyszám | Selejtező                           | 32-es főtábla     | Nyolcaddöntő      | Negyeddöntő       | Elődöntő          | Vigaszág első kör             | Vigaszág nyolcaddöntő | Vigaszág negyeddöntő | Vigaszág elődöntő | Bronz- mérkőzés   | Döntő             | Helyezés |
| Versenyző        | Versenyszám | Ellenfél Eredmény                   | Ellenfél Eredmény | Ellenfél Eredmény | Ellenfél Eredmény | Ellenfél Eredmény | Ellenfél Eredmény             | Ellenfél Eredmény     | Ellenfél Eredmény    | Ellenfél Eredmény | Ellenfél Eredmény | Ellenfél Eredmény | Helyezés |
| ---------------- | ----------- | ----------------------------------- | ----------------- | ----------------- | ----------------- | ----------------- | ----------------------------- | --------------------- | -------------------- | ----------------- | ----------------- | ----------------- | -------- |
| Alberto Francini | Légsúly     | Richard Trautmann (GER) · 0000-1000 |                   |                   |                   |                   | Ewan Beaton (CAN) · 0000-1000 | kiesett               | kiesett              | kiesett           | kiesett           | kiesett           | 17.      |

## Íjászat
Férfi
| Versenyző  | Versenyszám | Selejtező | Selejtező | Selejtező | Selejtező | Selejtező | Selejtező | Selejtező | Selejtező | Selejtező | Selejtező | Kieséses szakasz  | Kieséses szakasz  | Kieséses szakasz  | Kieséses szakasz  | Kieséses szakasz  | Helyezés |
| Versenyző  | Versenyszám | 30 m      | 30 m      | 50 m      | 50 m      | 70 m      | 70 m      | 90 m      | 90 m      | Pont      | Hely.     | 32-es főtábla     | Nyolcaddöntő      | Negyeddöntő       | Elődöntő          | Döntő             | Helyezés |
| Versenyző  | Versenyszám | Pont      | Hely.     | Pont      | Hely.     | Pont      | Hely.     | Pont      | Hely.     | Pont      | Hely.     | Ellenfél Eredmény | Ellenfél Eredmény | Ellenfél Eredmény | Ellenfél Eredmény | Ellenfél Eredmény | Helyezés |
| ---------- | ----------- | --------- | --------- | --------- | --------- | --------- | --------- | --------- | --------- | --------- | --------- | ----------------- | ----------------- | ----------------- | ----------------- | ----------------- | -------- |
| Paolo Tura | Egyéni      | 330       | 71.       | 278       | 72.       | 288       | 71.       | 234       | 73.       | 1130      | 73.       | kiesett           | kiesett           | kiesett           | kiesett           | kiesett           | 73.      |

## Kerékpározás

### Országúti kerékpározás
Férfi
| Versenyző     | Versenyszám   | Idő           | Helyezés      |
| ------------- | ------------- | ------------- | ------------- |
| Guido Frisoni | Mezőnyverseny | nem ért célba | nem ért célba |

## Sportlövészet
Férfi
| Versenyző        | Versenyszám | Selejtező | Selejtező | Döntő   | Döntő    |
| Versenyző        | Versenyszám | Pont      | Helyezés  | Pont    | Helyezés |
| ---------------- | ----------- | --------- | --------- | ------- | -------- |
| Giuliano Ceccoli | Légpuska    | 561       | 43.       | kiesett | kiesett  |

Nyílt
| Versenyző       | Versenyszám | Selejtező | Selejtező | Elődöntő | Elődöntő | Döntő   | Döntő    |
| Versenyző       | Versenyszám | Pont      | Helyezés  | Pont     | Helyezés | Pont    | Helyezés |
| --------------- | ----------- | --------- | --------- | -------- | -------- | ------- | -------- |
| Francesco Amici | Trap        | 142       | 24.       | 188      | 21.*     | kiesett | kiesett  |

* - három másik versenyzővel azonos eredményt ért el

## Tenisz
Férfi
| Versenyző                             | Versenyszám | 32-es főtábla                                                                         | Nyolcaddöntő      | Negyeddöntő       | Elődöntő          | Döntő             | Helyezés |
| Versenyző                             | Versenyszám | Ellenfél Eredmény                                                                     | Ellenfél Eredmény | Ellenfél Eredmény | Ellenfél Eredmény | Ellenfél Eredmény | Helyezés |
| ------------------------------------- | ----------- | ------------------------------------------------------------------------------------- | ----------------- | ----------------- | ----------------- | ----------------- | -------- |
| Christian Forcellini Gabriel Francini | Páros       | Görögország (GRE) · Anasztásziosz Bavélasz · Konsztandínosz Efrémoglu · 1-6, 1-6, 2-6 | kiesett           | kiesett           | kiesett           | kiesett           | 17.      |

## Úszás
Férfi
| Versenyző         | Versenyszám | Előfutam | Előfutam | Előfutam | Döntő   | Döntő   | Döntő   | Helyezés |
| Versenyző         | Versenyszám | Idő      | Hely.    | Össz.    | Típus   | Idő     | Hely.   | Helyezés |
| ----------------- | ----------- | -------- | -------- | -------- | ------- | ------- | ------- | -------- |
| Roberto Pellandra | 50 m gyors  | 26,51    | 6.       | 67.      | kiesett | kiesett | kiesett | kiesett  |
| Filippo Piva      | 50 m gyors  | 26,41    | 5.       | 66.      | kiesett | kiesett | kiesett | kiesett  |
| Daniele Casadei   | 200 m gyors | 2:06,14  | 4.       | 52.      | kiesett | kiesett | kiesett | kiesett  |
| Danilo Zavoli     | 100 m mell  | 1:09,65  | 1.       | 50.      | kiesett | kiesett | kiesett | kiesett  |
| Danilo Zavoli     | 200 m mell  | 2:34,87  | 3.       | 47.      | kiesett | kiesett | kiesett | kiesett  |

Női
| Versenyző    | Versenyszám | Előfutam | Előfutam | Előfutam | Döntő   | Döntő   | Döntő   | Helyezés |
| Versenyző    | Versenyszám | Idő      | Hely.    | Össz.    | Típus   | Idő     | Hely.   | Helyezés |
| ------------ | ----------- | -------- | -------- | -------- | ------- | ------- | ------- | -------- |
| Sara Casadei | 50 m gyors  | 30,05    | 5.       | 49.      | kiesett | kiesett | kiesett | kiesett  |